# Höllental (Wetterstein)
Le Höllental est une vallée dans le massif alpin du Wetterstein, en Allemagne, entre la crête de Blassen et la crête du Waxenstein, à travers laquelle coule le Hammersbach et passe une voie d'ascension du Hammersbach à la Zugspitze.
La Höllentalangerhütte (1 387 m) est un lieu d'hébergement pour les alpinistes qui souhaitent arpenter le Höllental et le Höllentalferner jusqu'au plus haut sommet d'Allemagne le lendemain.
Avant l'ouverture du tourisme au début du XXe siècle, le Höllental était principalement important en raison de ses gisements de minerai de fer et de molybdène. Aujourd'hui, cependant, seules des ruines des anciennes installations minières sont visibles. Le développement touristique de la gorge commence en 1902 sous la direction de l'ingénieur Adolf Zoeppritz et de quelques guides de montagne locaux. Le 15 août 1905, son achèvement complet est célébré.

## Höllentalklamm

### Ascension
Depuis Hammersbach, village de la commune de Grainau, un sentier d'environ 3 km et d'environ 300 m de dénivelé mène à travers une vallée de plus en plus étroite jusqu'à la Höllentaleingangshütte et au sentier à travers les gorges. Peu avant la cabane, bifurque le Stangensteig, un peu plus difficile et d'une durée de demi-heure à trois quarts d'heure. Celui-ci passe au-dessus du ruisseau et mène à mi-chemin au-dessus de la gorge sur un pont de fer. Cependant, à part la vue depuis le pont, la vue sur l'intérieur de la gorge est en grande partie bloquée d'ici.
Au refuge, divers sentiers partent en direction de la Zugspitze, de l'Osterfelderkopf (Rinderweg vers l'Alpspitzbahn) et de l'Alpspitze (Mathaisenkar) ou vers d'autres destinations difficiles dans les montagnes du Wetterstein (par exemple Riffeltorkopf, Riffelspitzen, Hohe Riffel, Waxenstein, Höllentorkopf et Schwarzenkopf). Un chemin de retour difficile de la Höllentalangerhütte à Hammersbach est le Stangensteig, utilisé par les anciens mineurs.

### Gorge
Commençant à la Höllentaleingangshütte (où elle s'appelle encore en fait Maximiliansklamm), le chemin s'étend sur 700 m à travers l'imposante gorge. Depuis 2011, il est également possible d'en savoir plus sur l'histoire de la gorge au musée de la gorge de la Höllental. Depuis la cabane, un chemin sécurisé est créé avec beaucoup d'efforts, dont la plupart passe par des tunnels creusés dans la roche, d'environ 1 m de large et un maximum de 2 m de haut. Le Hammersbach, qui est plutôt discret à l'extérieur de la gorge, se transforme en un torrent déchaîné dans la gorge rocheuse très étroite (environ 2 à 5 m) et haute (environ 150 m). À l'extrémité supérieure de la gorge, le terrain redevient lentement plus spacieux. De l'autre côté de la gorge, le chemin mène à la Höllentalangerhütte, qui se trouve dans un fond de vallée peu envahi par la végétation recouvert de gravier rocheux.